# Nana gialla
In astronomia, una nana gialla (o stella G V) è una stella di sequenza principale, di tipo spettrale G e classe di luminosità V. A questa classe di stelle appartiene il Sole.
Il termine nana gialla tuttavia è ingannevole, poiché le stelle di classe spettrale G hanno una colorazione bianca per le stelle giovani o di esistenza intermedia e solo lievemente giallognola per quelle più vecchie. Il Sole infatti presenta una colorazione bianca candida. Il picco di emissione della sua luce visibile per la legge di Wien, nello spazio, è a 500 nanometri nel Ciano-verde. L'equivoco nasce dal fatto che il colore può apparire giallognolo per esempio in contrasto con l'azzurro del cielo e il colore rossiccio che la nostra stella assume all'orizzonte è dovuto alla diffusione ottica operata dall'atmosfera terrestre.

## Caratteristiche

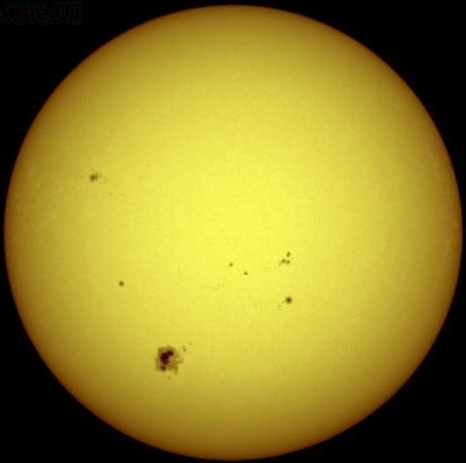
Il Sole, un tipico esempio di nana gialla.

Tali stelle hanno delle masse comprese tra 0,8 e 1,4 masse solari e temperature superficiali tra 5 300 e 6 000 K. Come in altre stelle di sequenza principale, nelle nane gialle il processo di fusione dell'idrogeno in elio (nucleosintesi stellare) avviene nel nucleo.
Una nana gialla ha una vita media piuttosto lunga (circa 10 miliardi di anni), fino a quando l'idrogeno nel nucleo non è stato completamente fuso. Non appena si esaurisce, la stella si espande e si raffredda, trasformandosi in una gigante rossa, come Aldebaran (Alfa Tauri). Questo stadio perdura per qualche migliaio di anni, dopodiché la stella morente espelle gli strati più esterni in una nebulosa planetaria, mentre il nucleo, densissimo, diventa una piccola e calda nana bianca.

## Esempi
Il Sole è il più conosciuto (e visibile) esempio di nana gialla. Ogni secondo nel suo nucleo vengono fusi in elio circa 600 milioni di tonnellate di idrogeno, mentre circa 4 milioni di tonnellate di materia vengono convertite in energia.
Altre nane gialle sono Alfa Centauri A, Tau Ceti e 51 Pegasi.